# Schwand (Leutershausen)

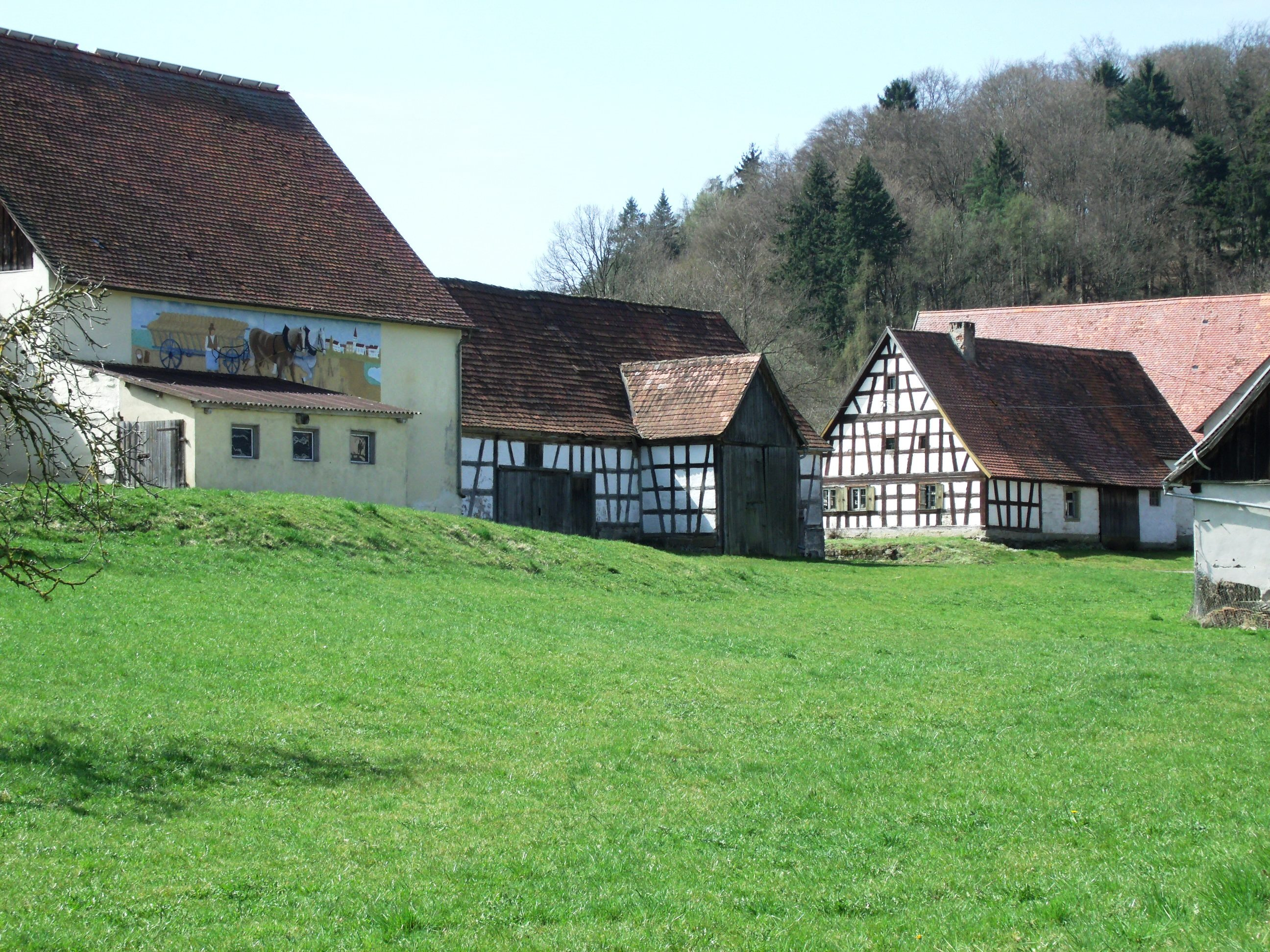
Fachwerkbauten in Schwand

Schwand ([ʃvant] ) ist ein Gemeindeteil der Stadt Leutershausen im Landkreis Ansbach (Mittelfranken, Bayern). Schwand liegt in der Gemarkung Erlach.

## Geografie
Der Weiler liegt am Fuße des Schwander Berg (503 m ü. NHN). 1 km nordöstlich befindet sich der Steinberg (500 m ü. NHN). Dort gibt es eine Tongrube, die als Geotop ausgezeichnet ist. Südlich fließt in West-Ost-Richtung der Erlbacher Mühlbach der Altmühl zu.
Die Kreisstraße AN 34 führt nach Neureuth zur Staatsstraße 2246 (1 km nördlich) bzw. an der Weihersmühle vorbei nach Hetzweiler (1,5 km südlich). Eine Gemeindeverbindungsstraße führt nach Steinberg (1,2 km östlich).

## Geschichte
In den ältesten Lehenbüchern des Hochstifts Würzburg, die im 14. Jahrhundert angelegt wurden, wurde Schwand genannt. Nach dem 16-Punkte-Bericht des brandenburg-ansbachischen Amtes Brunst von 1608 hatte das Kastenamt Colmberg hier sieben Mannschaften (=Untertansfamilien), die ehemals die Schenk von Geyern besessen hatten. Die Fraisch war ein Recht des brandenburg-ansbachischen Stadtvogteiamtes Leutershausen. 1670 verkaufte Veit Christoph Schenk von Geyern, Syburg und Wiesethbruck einen weiteren Untertanen in Schwand an den Markgrafen. 1681 bestand Schwand aus elf Mannschaften; drei gehörten dem Hause Hohenlohe-Schillingsfürst, acht waren brandenburgisch und unterstanden dem Amt Colmberg. Die Gemeinde hatte ein Hirtenhaus. Gegen Ende des Alten Reiches gab es in Schwand 13 Anwesen: Drei Halbhöfe, ein Söldengütlein, vier Köblergüter und die Weihersmühle unterstanden dem Kastenamt Colmberg, zwei Halbhöfe und zwei Söldengüter dem hohenloheschen Amt Schillingsfürst. Die Gemeinde hatte ein Hirtenhaus. Colmberg und Schillingsfürst nahmen für ihre jeweiligen Güter das Niedergericht wahr, während alle anderen Rechte der Stadtvogt von Leutershausen wahrnahm. Von 1797 bis 1808 unterstand der Ort dem Justizamt Leutershausen und Kammeramt Colmberg.
1806 kam Schwand an das Königreich Bayern. Im Rahmen des Gemeindeedikts wurde Schwand dem 1808 gebildeten Steuerdistrikt Brunst und der 1810 gebildeten Ruralgemeinde Erlach zugeordnet.
Schwand gehörte gemäß einer Auflistung von 1830 zu einem „die Brünst“ oder „die Brunst“ genannten, seit dem Mittelalter stellenweise gerodeten umfangreichen Waldgebiet zwischen Leutershausen und Kloster Sulz mit dem Hauptort Brunst. Die Brünst war für ihre gute Rinderviehzucht bekannt; ihre 22 Dörfer galten als reich. 1873 wurden in Schwand 64 Stück Rindvieh und damit fast ein Viertel des Rindviehbestandes der Gemeinde Erlach gehalten.
Im Zuge der Gebietsreform in Bayern schloss sich die Gemeinde Erlach und damit auch Schwand am 1. Mai 1978 der Stadt Leutershausen im Landkreis Ansbach an.

### Baudenkmäler
- Haus Nr. 5: Wohnstallhaus, eingeschossiges Gebäude mit Steildach, in Teilen Fachwerk, 17./18. Jahrhundert; Scheune, eingeschossiger Satteldachbau, Fachwerk über massivem Sockel, wohl gleichzeitig[16]
- Hanswillenfeld: Steinkreuz, mittelalterlich; ca. 500 m außerhalb des Ortes an einem Feldweg[16]

### Einwohnerentwicklung
| Jahr      | 001818 | 001840 | 001861 | 001871 | 001885 | 001900 | 001925 | 001950 | 001961 | 001970 | 001987 |
| Einwohner | 65     | 72     | 53     | 40     | 50     | *50    | *56    | *72    | 40     | 47     | 38     |
| Häuser    | 19     | 14     |        |        | 11     | *12    | *11    | *10    | 10     |        | 8      |
| Quelle    | [ 18 ] | [ 19 ] | [ 20 ] | [ 14 ] | [ 21 ] | [ 22 ] | [ 23 ] | [ 24 ] | [ 25 ] | [ 26 ] | [ 1 ]  |

## Religion
Schwand gehörte zur katholischen, seit der Reformation protestantischen Pfarrei St. Wenzeslaus (Weißenkirchberg). Die Einwohner römisch-katholischer Konfession sind nach Kreuzerhöhung (Schillingsfürst) gepfarrt.